# Loman
Loman är en ö i Finland. Den ligger i Finska viken och i kommunen Kyrkslätt i den ekonomiska regionen  Helsingfors i landskapet Nyland, i den södra delen av landet. Ön ligger omkring 36 kilometer sydväst om Helsingfors.
Öns area är 10,1 hektar och dess största längd är 0,6 kilometer i öst-västlig riktning.